# Вальвик, Моника
Гретхе Моника Эйкильд Вален, в замужестве Вальвик (норв. Grethe Monica Eikild Valvik, род. 15 сентября 1970, Порсгрунн, Телемарк) — норвежская шоссейная велогонщика.

## Биография
Моника родилась в Порсгрунне, была замужем за норвежским дискоболом, Свейном Инге Вальвиком. Её сестра Анита Вален, также была профессиональной велогонщицей.

## Карьера
Была участницей двух Олимпийских игр — 1992 года в Барселоне и 2000 года в Сиднее. Самого большого успеха в своей карьере Моника Вален добилась в 1994 году, когда завоевала золотую медаль в групповой гонке на чемпионате мира в Агридженто. На финише ей удалось опередить бельгийку Пэтси Маергерман и американку Джинни Голей. Также она неоднократно завоёвывала медали на чемпионате Норвегии по шоссейному велоспорту, в том числе десять золотых.

## Достижения
1987
 Чемпионат Норвегии — групповая гонка U19
1992
 Чемпионат Норвегии — групповая гонка
 Чемпионат Норвегии — индивидуальная гонка
Пролог и 1-й этап Гранд Букль феминин
Тигрикескупен:
Генеральная классификация
1-й, 2-й, 3-й, 4-й и 5-й этапы
1-й, 2-й и 3-й этапы Tour de Bierzo
Tour de Bierzo
3-я на Чейтрампет
5-я на Олимпийские игры — индивидуальная гонка
1993
 Чемпионат Норвегии — групповая гонка
 Чемпионат Норвегии — индивидуальная гонка
1-й, 3-й и 5-й этапы Трёх дней в Вандее
Тур Западной Норвегии
Тигрикескупен
Генеральная классификация
2-й, 3-й и 4-й этапы
2-я на Чейтрампет
1994
 Чемпионат мира — групповая гонка
 Чемпионат Норвегии — групповая гонка
7-й этап Тур де л'Од феминин
Международный женский трофей Amev
1-й, 2-й и 5-й этапы Гран-при кантона Цюрих
2-й этап Этуаль Вогезов
2-я на Чейтрампет
1995
2-й этап Тура Майорки
3-й этап Джиро Донне
1997
 Чемпионат Норвегии — групповая гонка
 Чемпионат Норвегии — индивидуальная гонка
 Чемпионат Норвегии — критериум
Тур Тюрингии
3-я в генеральной классификации
5-й этап
1-й этап Этуаль Вогезов
1998
 Чемпионат Норвегии — групповая гонка
1-й и 3-й этапы Тура де ла Дром
3-й этап Тура Бретани
2-я на Чемпионат Норвегии — индивидуальная гонка
3-я на Чейтрампет
2000
 Чемпионат Норвегии — критериум
Тур Бретани
Генеральная классификация
1-й и 5-й этапы
3-я на Чемпионат Норвегии — групповая гонка
3-я на Грация Орлова
2001
3-я на Туре Роттердама
6-я на Трофи Интернешнл
8-я на Гран-при Швейцарии
2002
7-й этап Вуменс Челлендж
3-я на Женский Тур — Красна-Липа
3-я на Гран-при Кастеназо

### Статистика выступления наГранд-турах
| Гонка / Год          | 1992 | 1993 | 1994           | 1995           | 1996           | 1997           | 1998           | 1999           | 2000           | 2001           |
| -------------------- | ---- | ---- | -------------- | -------------- | -------------- | -------------- | -------------- | -------------- | -------------- | -------------- |
| Женский Тур де Франс | DNF  | 10   | не проводилась | не проводилась | не проводилась | не проводилась | не проводилась | не проводилась | не проводилась | не проводилась |
| Гранд Букль феминин  | —    | 15   | —              | 26             | —              | —              | DNF            | 53             | —              | —              |
| Тур де л'Од феминин  | —    | —    | 13             | 24             | —              | 21             | 19             | —              | —              | DNF            |
| Джиро д’Италия Донне | —    | —    | —              | 13             | —              | 20             | —              | —              | —              | 39             |